# Línea N7 (Avanza Zaragoza)
La línea N7 o búho 7 es una línea regular nocturna de Avanza Zaragoza. Realiza el recorrido comprendido entre la Plaza Aragón y el barrio rural de Peñaflor, pasando por Montañana en ambos sentidos y, además, en la ida por San Gregorio en la ciudad de Zaragoza (España).
Tiene una frecuencia media de 90 minutos.
Esta línea, al igual que todas las líneas nocturnas, presta servicio doble durante la madrugada del Día del Pilar(13 de octubre), Navidad(25 de diciembre) y Año Nuevo(1 de enero), utilizando dos autobuses en vez en vez de uno y teniendo una frecuencia de 45 minutos.

## Desvíos actuales (no incluidos en la tabla)
No hay ningún desvío a fecha de la edición de este artículo.